# Přezletice
Přezletice är en ort i Tjeckien.   Den ligger i regionen Mellersta Böhmen, i den centrala delen av landet, 13 km nordost om huvudstaden Prag. Přezletice ligger 235 meter över havet och antalet invånare är 745.
Terrängen runt Přezletice är platt. Runt Přezletice är det ganska tätbefolkat, med 139 invånare per kvadratkilometer. Närmaste större samhälle är Prag, 13,3 km sydväst om Přezletice. Trakten runt Přezletice består till största delen av jordbruksmark.